# Wargaming Seattle
Wargaming Seattle (anteriormente conocido como Gas Powered Games) es un desarrollador de videojuegos ubicado en Redmond, Washington. El estudio de desarrollo fue fundado en mayo de 1998 por Chris Taylor y varios otros exempleados de Cavedog Entertainment. En 2013 se convirtieron en el estudio de Seattle de Wargaming.

## Historia
El estudio se formó en 1998 como Gas Powered Games, con su título de lanzamiento Dungeon Siege, un videojuego de rol  en 3D, publicado en el año 2002 y distribuido por Microsoft Game Studios. Aparte de su motor gráfico personalizado, introdujo una mecánica de juego innovadora y simple que le hizo desmarcarse de un mercado ya saturado de RPGs de espadas, brujería y fantasía. Debido a la tecnología de su motor gráfico, Dungeon Siege estuvo tres años en desarrollo.
En 2003 Gas Powered lanzó una expansión independiente para el videojuego, llamada Dungeon Siege: Legends of Aranna. Fue desarrollada junto con Mad Doc Software y de nuevo distribuida por Microsoft Game Studios. En agosto de 2005, Gas Powered lanzó la secuela de Dungeon Siege, Dungeon Siege II. En marzo de 2006, Take-Two Interactive adquirió todos los derechos de distribución de la serie Dungeon Siege, acabando así Gas Powered Games su alianza con Microsoft, de 4 años de duración. GPG lanzó Supreme Commander, un videojuego de estrategia en tiempo real en febrero de 2007, publicado por THQ. Anunciado en agosto de 2005 a través de la revista PC Gamer, Chris Taylor promocionó Supreme Commander como el sucesor espiritual de Total Annihilation pues Atari aún es la propietaria de la propiedad intelectual de Total Annihilation. En junio de 2007 fue anunciada la expansión Supreme Commander: Forged Alliance, disponible a partir de noviembre del mismo año.
En mayo de 2007, Gas Powered Games anunció una asociación con Sega para trabajar en un videojuego de rol original. El 6 de julio de 2007, el videojuego se anunció como Space Siege. El videojuego fue lanzado el 12 de agosto de 2008, recibiendo críticas mixtas. En enero de 2008, Gas Powered Games anunció un nuevo proyecto, Demigod, que se lanzaría en algún momento a principios de 2009. Es un videojuego de rol de acción y de estrategia en tiempo real, un híbrido inspirado en la versión de Warcraft III llamado Defense of the Ancients. Demigod fue lanzado el 14 de abril de 2009 en los EE. UU. El 12 de noviembre de 2008, Square Enix anunció que se asociaría con Gas Powered Games para crear Supreme Commander 2. El videojuego fue lanzado en marzo de 2010 para PC y Xbox 360, con una versión para Mac OS X planificada para septiembre de 2010.
El 24 de febrero de 2011, se anunció que Gas Powered Games se haría cargo del desarrollo del videojuego de estrategia en tiempo real Age of Empires Online, reemplazando a Robot Entertainment en el proyecto. Gas Powered Games tuvo planes para crear un videojuego de estrategia en tiempo real llamado Chris Taylor's Kings and Castles, que usaría el motor del juego de Supreme Commander 2. El 4 de enero de 2013, se señaló en una publicación del blog de Age of Empires Online que Gas Powered Games ya no apoyaría el videojuego. Aproximadamente dos semanas antes de este anuncio, Gas Powered Games presentó un anuncio del sitio web teaser para un 'Proyecto W'.
El 14 de enero de 2013, Gas Powered Games anunció el proyecto Kickstarter llamado "Wildman", descrito como «un videojuego de rol de acción "evolutivo"». Cuatro días después, el 18 de enero, Gas Powered Games tuvo que despedir a aproximadamente 40 empleados, con el destino de la compañía dependiendo de la campaña de Kickstarter. El 11 de febrero de 2013, Gas Powered Games canceló su proyecto Kickstarter "Wildman", cuatro días antes de que terminara, anunciando que querían ≪enfocar [su] atención en otras formas de mantener funcionando a Gas Powered Games". Tres días después, Wargaming anunció que estaban en conversaciones para comprar a Gas Powered Games. Más tarde, Gas Powered Games fue absorbido por Wargaming para convertirse en Wargaming Seattle, que terminó la trayectoria de Gas Powered Games como un estudio independiente.

## Videojuegos
| Título                             | Año         | Plataforma             |
| ---------------------------------- | ----------- | ---------------------- |
| Dungeon Siege                      | 2002        | Windows, Mac           |
| Dungeon Siege: Legends of Aranna   | 2003        | Windows                |
| Dungeon Siege II                   | 2005        | Windows                |
| Dungeon Siege II: Broken World     | 2006        | Windows                |
| Supreme Commander                  | 2007        | Windows, Xbox 360      |
| Supreme Commander: Forged Alliance | 2007        | Windows                |
| Space Siege                        | 2008        | Windows                |
| Demigod                            | 2009        | Windows                |
| Supreme Commander 2                | 2010        | Windows, Mac, Xbox 360 |
| Age of Empires Online              | 2011 - 2012 | Windows                |
| Kings and Castles                  | "En espera" | ?                      |
| Wildman                            | Cancelado   | PC                     |